# Финснес
Финснес (норв. Finnsnes) је насељено место у Норвешкој у округу Troms. Има статус града од 2000.